# Laugengebäck

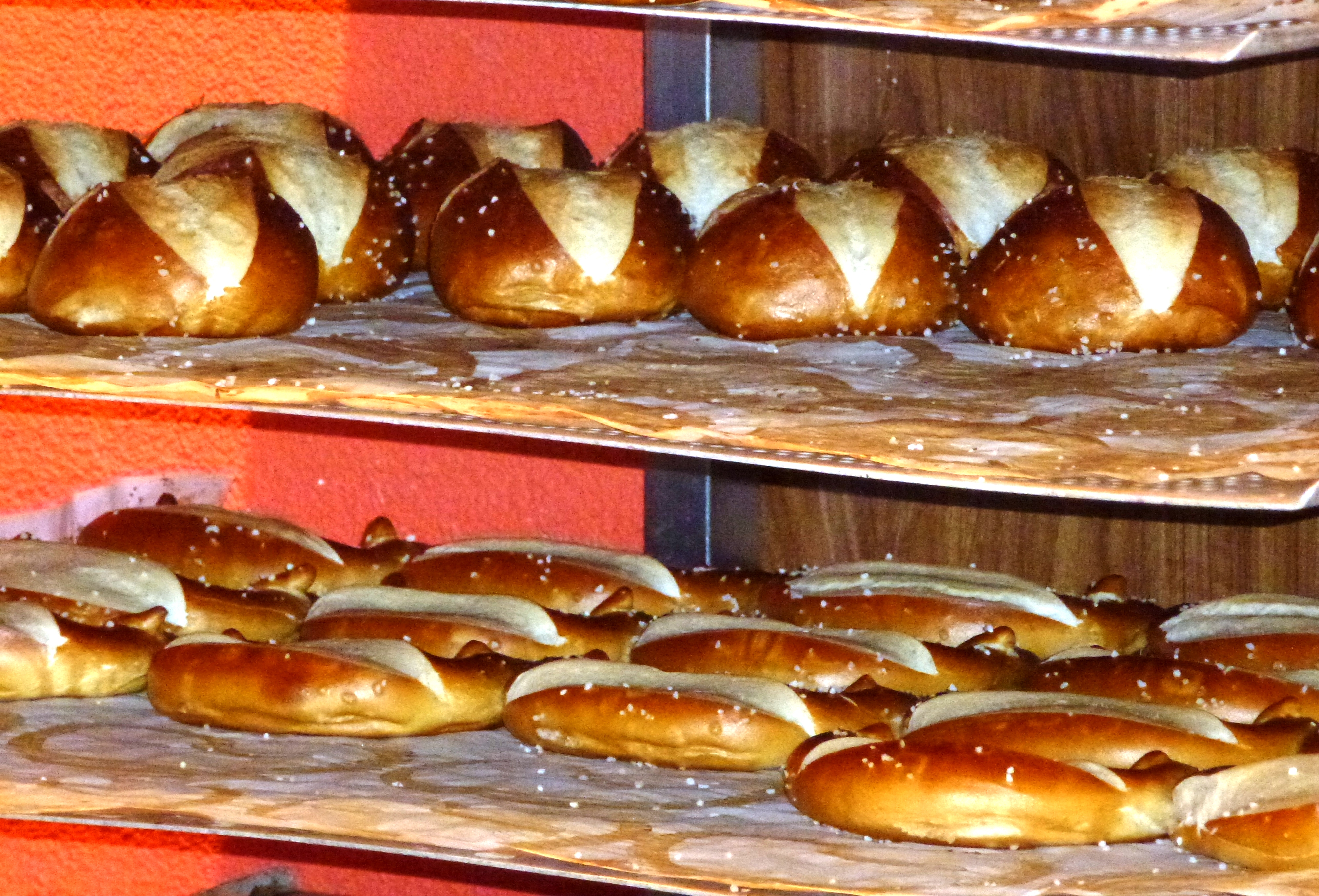
Laugenbrötchen und Laugenbrezel unmittelbar nach dem Backen

Laugengebäck (in der Schweiz Silserli oder Silserbrot) ist ein Kleingebäck, bei dem die Teiglinge meist aus einem dem Weißbrot entsprechenden Weizen-Hefeteig (es gibt jedoch auch Laugencroissants aus Plunderteig) bereitet und vor dem Backen in Natronlauge (Lebensmittelzusatzstoff E 524) getaucht werden. In der gewerblichen Produktion ist diese auf eine maximal 4%ige Konzentration der Lauge beschränkt.  Die Laugenbehandlung bezweckt sowohl eine geschmackliche Beeinflussung als auch eine schöne braune Färbung bei verhältnismäßig kurzer Backzeit. Das Braunfärben geht auf einen durch die Lauge verursachten Abbau der Stärke zurück, bei der sich braungefärbte Karamelstoffe bilden.

## Unverträglichkeit mit Aluminiumblechen
Die Natronlauge sowie in Lauge getauchte Teiglinge dürfen bei der Herstellung nicht unmittelbar mit Aluminiumblechen in Berührung kommen, da die Natronlauge die schützende Oxidschicht des Aluminiumbleches zerstört, indem es diese in Natriumaluminat umsetzt. Das exponierte elementare Aluminium reagiert unter Freisetzung von Wasserstoff zu Aluminiumhydroxid, welches mit der verbleibenden Natronlauge wiederum zu Natriumaluminat umgesetzt wird. Daher sollte Laugengebäck nicht auf Aluminiumblech oder -folie gebacken werden, da es sonst zu einer Aluminiumbelastung des Backgutes kommen kann.

## Entstehungsgeschichte
Über die Entstehung des Laugengebäcks 
der Laugenbrezel gibt es verschiedene Legenden und Erklärungen. So besagt eine „schwäbische Legende“, die angeblich auf das Jahr 1477 zurückgeht, dass damals der Uracher Bäckermeister Frieder nicht nur aus einer Not heraus die Brezel erfunden haben soll, sondern dabei auch noch eine Katze auf das Backblech gesprungen sei, so dass alle Teiglinge in einen Eimer mit heißer Lauge fielen. Die „bayerische Variante“ der Entstehungsgeschichte erzählt jedoch von dem Bäcker Anton Nepomuk Pfannenbrenner, der im 19. Jahrhundert in Münchens königlichem Kaffeehaus des Hoflieferanten Johann Eilles arbeitete. Dort unterlief ihm am 11. Februar 1839 in der Backstube ein folgenschwerer Fehler: Üblicherweise glasierte er die Brezeln mit Zuckerwasser, griff jedoch an diesem Tag versehentlich nach der Natronlauge, die eigentlich zur Reinigung der Bleche bereitgestellt war. Seine Vorgesetzten waren von dem Ergebnis begeistert, so dass sie gleichentags dem königlich-württembergischen Gesandten Wilhelm Eugen von Ursingen eine Laugenbrezel zum Verkosten gaben.

## Arten
Typische Laugengebäcke sind Kleingebäcke wie die Laugenbrezel, das Laugenbrötchen (auch Laugenweckle, Laugenweckerl, Laugensemmel, Silserbrötli), die Laugenstange und das so genannte Laugenkonfekt – pralinengroße Laugengebäckstücke mit verschiedenen aufgestreuten Zutaten (Mohn, Sesam) sowie der Silserkranz in der deutschsprachigen Schweiz. Immer häufiger werden zudem Laugenbagel und -kringel hergestellt, die gerne mit verschiedenen Zutaten belegt angeboten werden. Dazu kommt noch das Laugencroissant, in der Schweiz: Silsergipfeli. Laugenbrezeln werden traditionell mit Schweineschmalz hergestellt. Heute greifen viele Bäcker jedoch auf pflanzliche Fette zurück.
Die dünnen Salzstangen oder kleinen Salzbrezelchen dagegen sind ein Laugen-Dauergebäck und gehören zu den Feinen Backwaren.
Kernverbreitungsgebiet des Laugengebäcks ist der süddeutsche Raum (Baden-Württemberg und Bayern), Österreich und die Deutschschweiz, inzwischen ist es jedoch unter verschiedenen Namen auch weit über Deutschland hinaus zu finden.

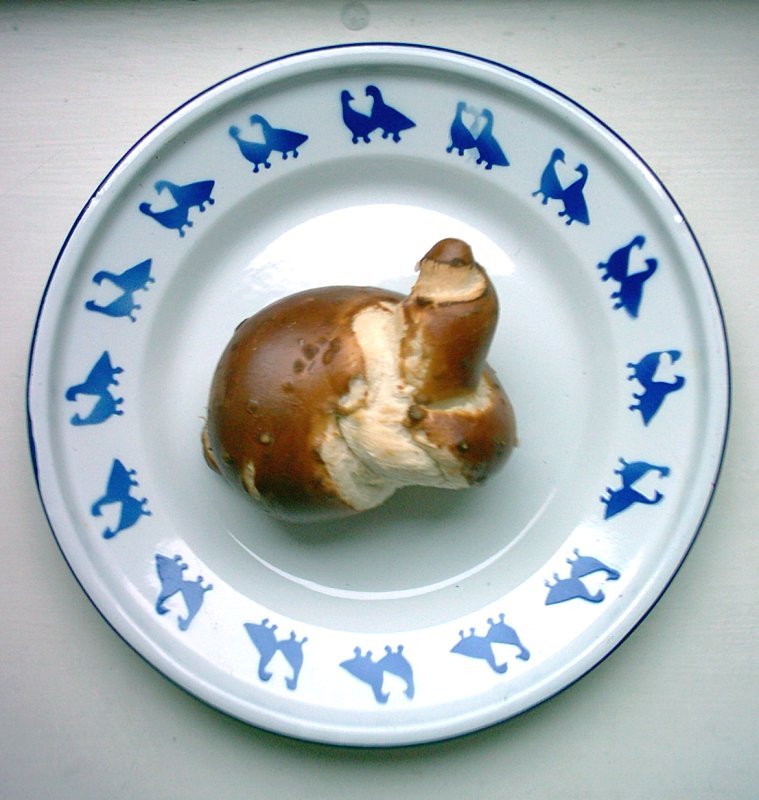
Laugenknoten aus Weizenmehl mit Salz
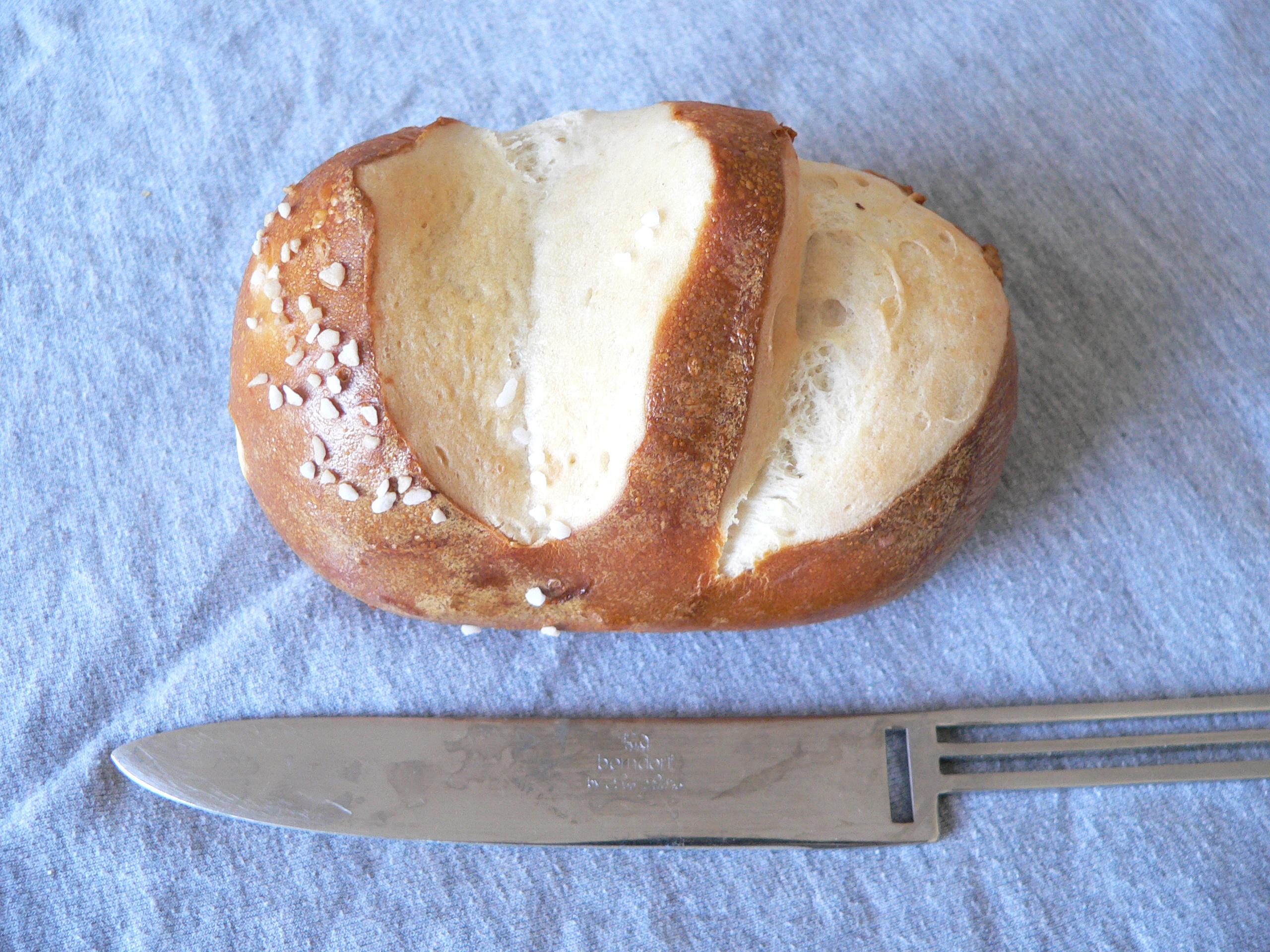
Laugenbrötchen
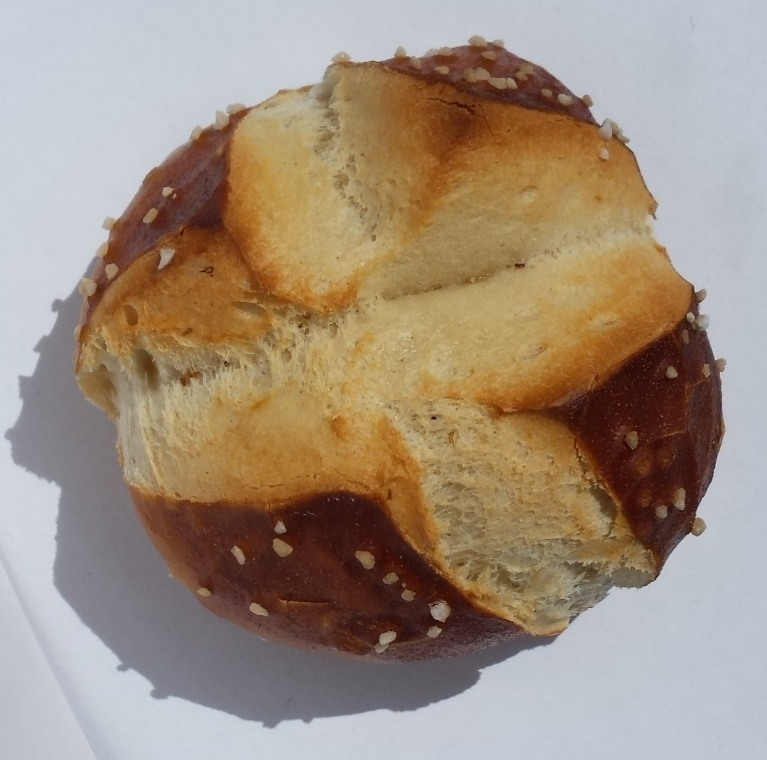
Rundes Laugenbrötchen
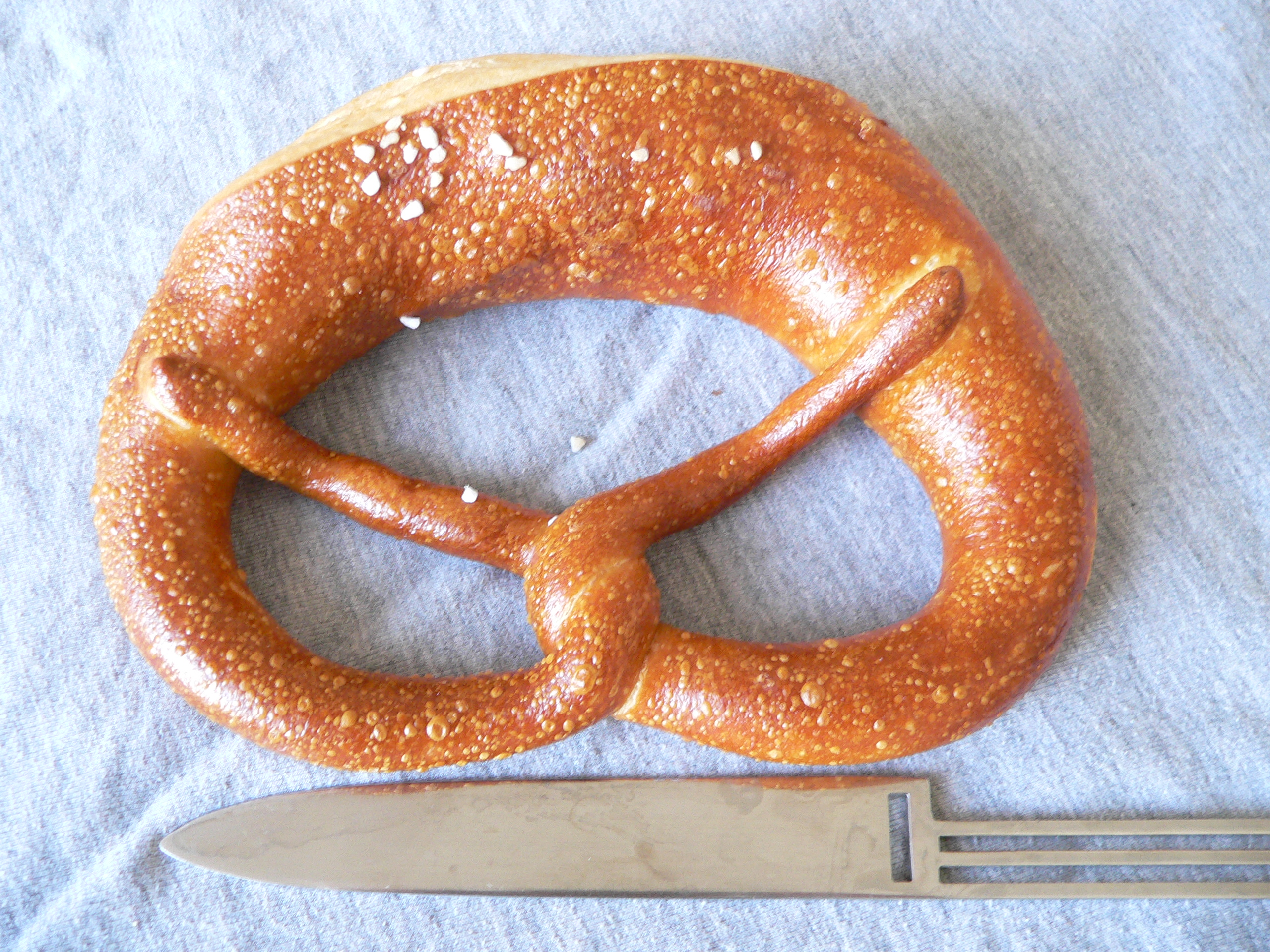
Laugenbrezel
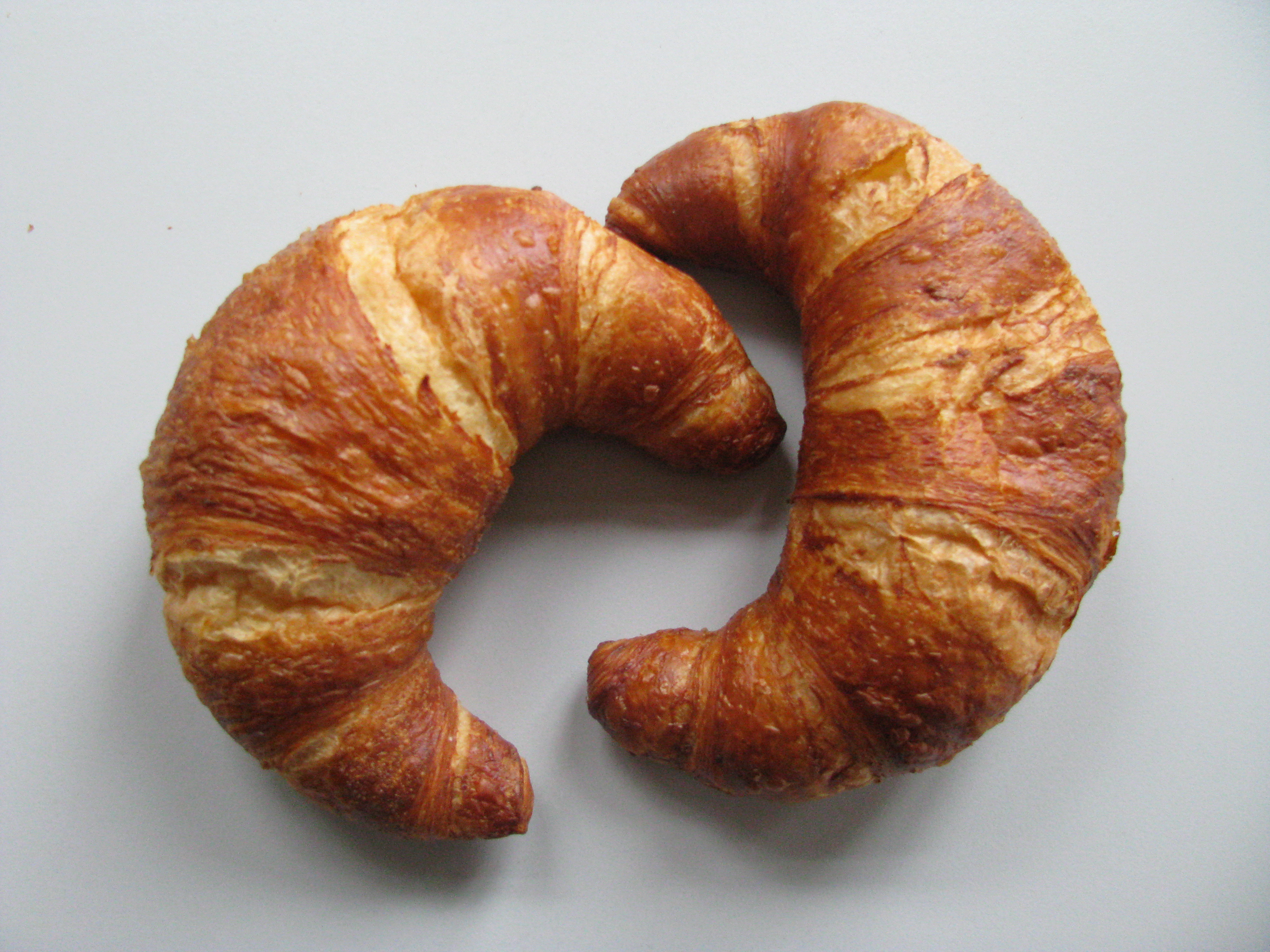
Laugencroissants (Silsergipfeli)
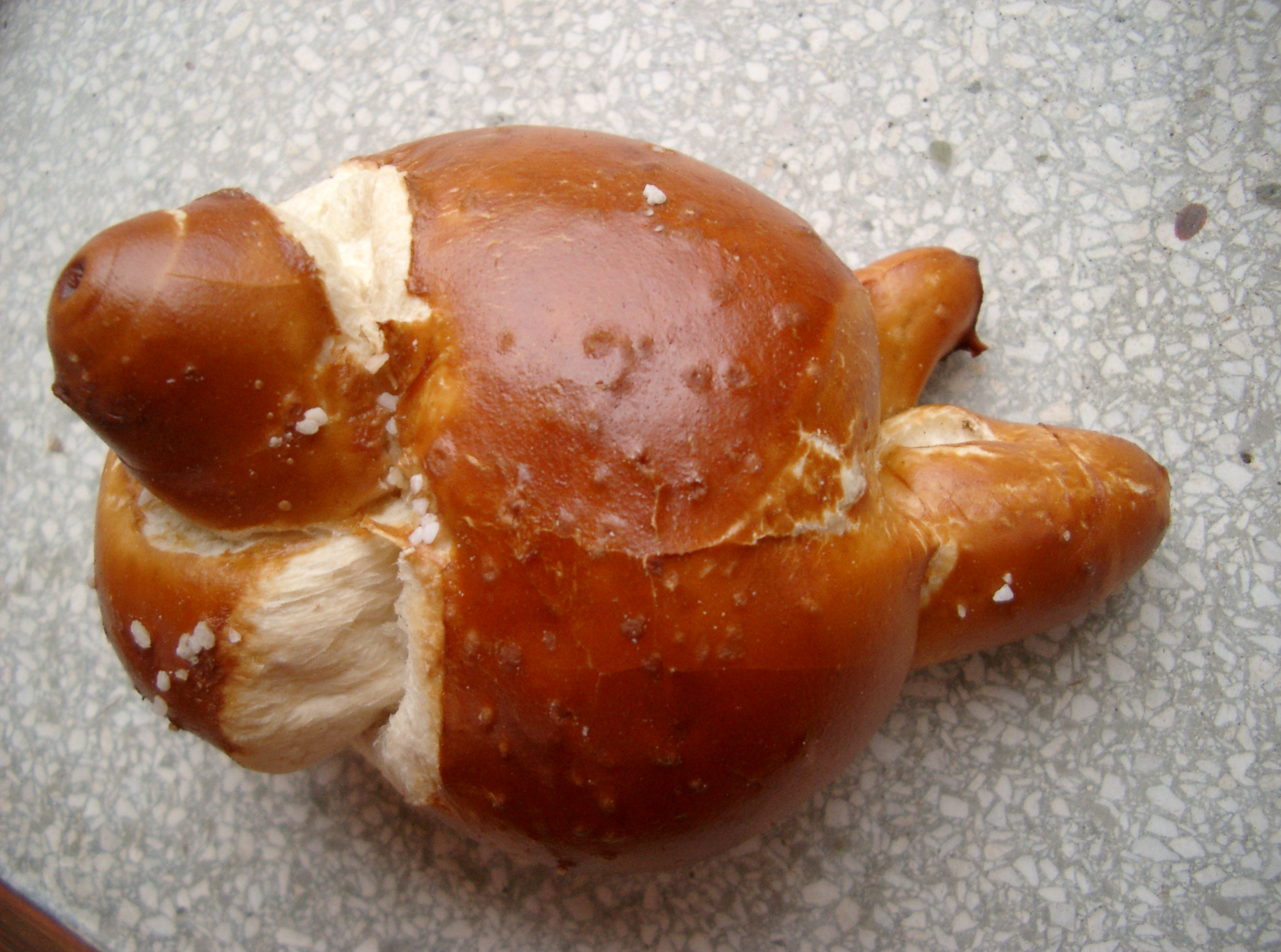
Ulmer Laugenspatz
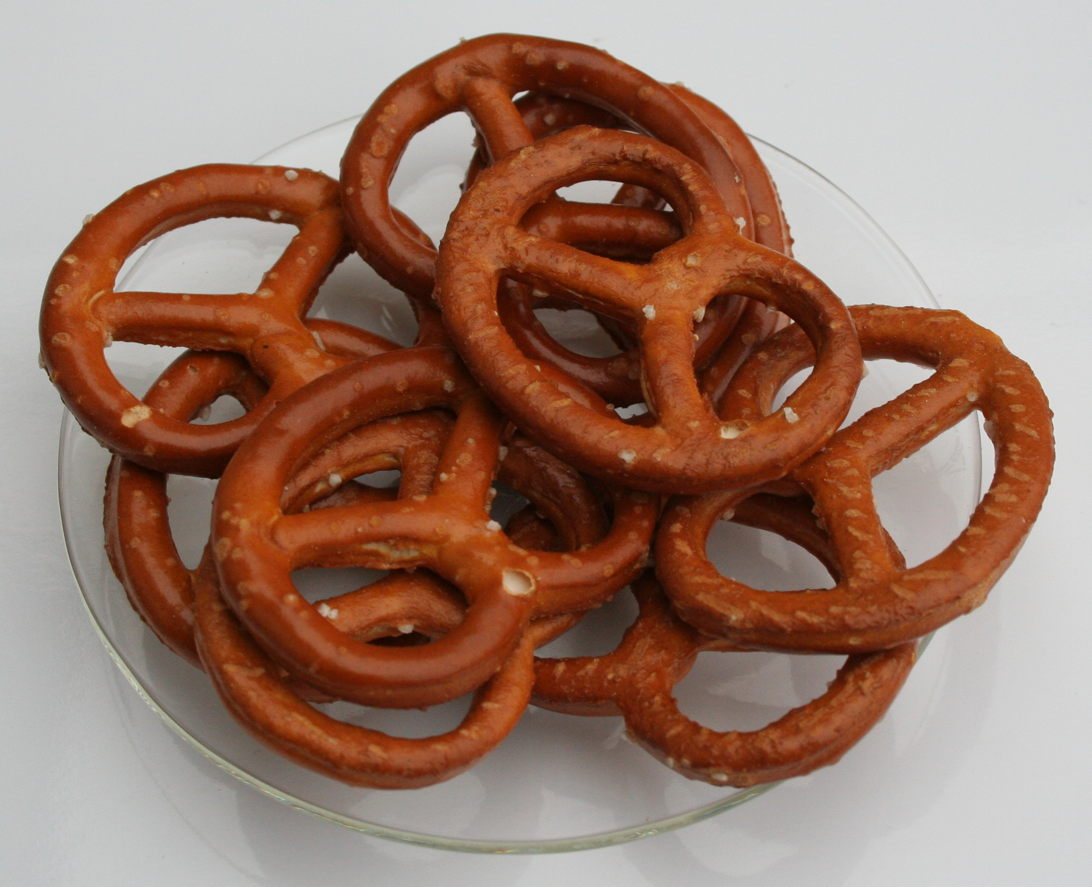
Salzbrezelchen

## Silserbrot
Die deutschschweizerischen Bezeichnungen Silserli, Silserbrot, Silserbretzel sind möglicherweise von „Salse“, also der Natronlauge abgeleitet, in die das Gebäck getaucht wird (lat. sal = Salz). Eine alternative Erklärung führt sie auf den Namen des engadinischen Orts Sils zurück; dies hält der Mundartexperte Markus Gasser jedoch für irrig. In der französischsprachigen und italienischsprachigen Schweiz wird ebenso mutmaßlich Bezug zu Sils im Engadin genommen: «pain de Sils» bzw. «pane di Sils».